# PB Bhe 2/2
Die Bhe 2/2 41–48 sind elektrische Schmalspurtriebwagen mit Zahnradantrieb der Pilatusbahn (PB), die mit dem Zahnradsystem Locher ausgestattet sind. Sie wurden 2021 bis 2022 in Betrieb genommen, um den Halbstundentakt einführen zu können. Sie ersetzen die alten Triebwagen Bhe 1/2 von 1937. Zusammen mit den Bhe 2/2 wird ein neuer Diensttriebwagen Xhe 2/2 49 in Dienst gestellt werden.
Gleichzeitig mit der Beschaffung der Triebwagen wurde die Pilatusbahn umfassend modernisiert. Sie erfüllt seither die Normen für einen hindernisfreien Zugang.

## Mechanischer Teil
Der sehr leichte Wagenkasten lehnt sich an Standseilbahn-Technik an und stammt von Calag Carrosserie in Langenthal. Er weist über sechs Abteile mit je acht Sitzplätzen auf und ist auf beiden Seiten mit Türen versehen, damit in Alpnachstad beide Perronkanten benutzt werden können. Grosse Glasfronten und eine teilweise Verglasung der Dachfläche gewähren den Passagieren eine Panoramasicht. Um möglichst viele Sitzplätze anbieten zu können, wird das kleine Führerpult bei Nichtgebrauch versenkt – andernfalls entfallen zwei Fahrgastsitzplätze.
Die Abmessungen der Bhe 2/2 weichen nicht wesentlich von denen der Vorgängerfahrzeuge ab, damit keine grossen Investitionen bei Depot- und Werkstätteanlagen nötig wurden. Aus Gewichtsgründen wurde auf Basis der Trichterkupplungen der CFe 2/4 201–203 der Chemin de fer Aigle–Leysin eine neue, sehr leichte Kupplung entwickelt. Die elektrischen Verbindungskabel werden von Hand gesteckt.
Neben der Rekuperations- und der Widerstandsbremse, die als Beharrungsbremse ausgelegt sind, sind zwei unabhängige mechanische Bremsen eingebaut, die jede für sich allein das Fahrzeug zum Stillstand bringen können. Die Bremsen sind oben an den Getrieben angebaut. Das Bremssystem I wirkt auf den talseitigen, das Bremssystem II auf den bergseitigen Antrieb. Auf den Ersatz der mehr als 130 Jahre alten Locher-Zahnstange konnte verzichtet werden, da sie sich noch in einem fast neuwertigen Zustand befindet. Sie wird durch die neuen Fahrzeuge, die über zwei Triebzahnräder verfügen, weniger belastet als durch ihre Vorgänger.
Eine allfällige Evakuation würde über die Stirnseite der Triebwagen erfolgen, da der Oberbau an vielen Stellen schmaler ist als die Wagenkasten der Bhe 2/2. Um zur Stirnseite zu gelangen, ist die rechte Sitzreihe demontierbar. An der Stirnfront kann die Hälfte der Scheibe herausgeschlagen werden, damit ein Ausgang oder ein Übergang zum zweiten Triebwagen entsteht.

## Elektrische Ausrüstung
Weil jeder Fahrmotor über einen eigenen Stromrichter und Bremswiderstand verfügt, ist die elektrische Ausrüstung redundant. Beim Ausfall einer Traktionsausrüstung kann bei Einfachtraktion mit verringerter Geschwindigkeit bis zur nächsten Station gefahren werden. Doppeltraktionen können bis zum Betriebsschluss mit drei Fahrmotoren weiter verkehren. Die elektrische Ausrüstung befindet sich im Untergestell; nur Stromabnehmer, Sicherungen und Bremswiderstände sind auf dem Dach.
Eine Rekuperationsbremse verringert den Energieverbrauch um 30 Prozent. Der damit erzeugte Strom wird vom gleichzeitig bergwärts fahrenden Zug benötigt. Falls die Fahrleitung keinen Strom aufnehmen kann, steht eine Widerstandsbremse zur Verfügung. Dank der Rekuperationsbremse konnte auf eine Verstärkung der Gleichrichteranlage verzichtet werden. Der Gleichrichter auf dem Pilatus Kulm wurde schon vor vielen Jahren abgebaut.

## Sicherungsanlage
Als Sicherungsanlage wird ein Fahrdienstleiterassistenzsystem eingesetzt. Die Fahrzeuge zählen die Zähne der Locher-Zahnstange und übermitteln ihre Position über Funk an die Leitstelle. Hintereinander fahrende Triebwagen im Zugfolgebetrieb kommunizieren zur Verhinderung von Auffahrkollisionen über WLAN.
Der Einsatz eines Zugleitsystems, wie es österreichische Schmalspurbahnen verwenden, wurde aus Kostengründen verworfen. Weil die Pilatusbahn immer auf Sicht fährt, sind die Sicherheitsanforderungen geringer als bei schneller verkehrenden Bahnen. Grundsätzlich wäre ein automatisierter Fahrbetrieb möglich. Es kommt jedoch immer wieder zu Schneerutschen oder Steinschlägen, die das Trassee blockieren.

## Diensttriebwagen
Gleichzeitig mit den Bhe 2/2 wird der Triebwagen Xhe 2/2 49 für den Güterverkehr zum Saisonbeginn 2023 in Betrieb genommen werden. Das Untergestell und die elektrische Ausrüstung entsprechen den Personentriebwagen. Der Aufbau weicht jedoch vollständig davon ab. Der bergseitige Führerstand ist fest installiert.
Das Fahrzeug weist fünf Ladeflächen auf, die hydraulisch der Steigung angepasst werden können. Beim Gütertransport werden sie auf 360 Promille Gefälle eingestellt, beim Streckenunterhalt sind sie bei Bedarf horizontal. Falls notwendig, kann eine durchgehende Transportfläche gebildet werden. Die Nutzlast beträgt 5 Tonnen.

## Betrieb
Zur Vergrösserung der Beförderungskapazität verkehren die Bhe 2/2 in Doppeltraktion. Die Führerstände können mittels Klappsitzen in zwei weitere Fahrgastplätze umgebaut werden, das Bedienpult ist versenkbar. Im Vergleich zu den Vorgängerfahrzeugen Bhe 1/2 ermöglichen die etwas höhere Geschwindigkeit, die beidseitig vorhandenen Türen und der Ersatz der Schiebebühnen durch Gleiswender in Alpnachstad den Halbstundentakt. Die Bergfahrt dauert ab der Saison 2023 nur noch 19 statt 30 Minuten, die Talfahrt 28 statt 40 Minuten. Die Transportkapazität wurde trotz eines kleineren Fahrzeugbedarfs um 25 Prozent vergrössert. Mit vier Doppeltraktionen lassen sich 376 Personen pro Stunde transportieren.